# Georgia Taylor-Brown
Georgia Taylor-Brown (Mánchester, 15 de marzo de 1994) es una deportista británica que compite en triatlón.
Participó en dos Juegos Olímpicos de Verano, obteniendo tres medallas, dos en Tokio 2020, oro en el relevo mixto y plata en la prueba individual, y una de bronce en París 2024, en el relevo mixto.
Ganó cuatro medallas en el Campeonato Mundial de Triatlón entre los años 2018 y 2022, y dos medallas en el Campeonato Mundial de Triatlón por Relevos Mixtos, plata en 2022 y bronce en 2020. Además, obtuvo una medalla de oro en el Campeonato Mundial de Triatlón de Velocidad de 2022.
En 2022 fue nombrada miembro de la Orden del Imperio Británico (MBE).

## Palmarés internacional
| Juegos Olímpicos                      | Juegos Olímpicos       | Juegos Olímpicos  | Juegos Olímpicos |
| Año                                   | Lugar                  | Medalla           | Prueba           |
| ------------------------------------- | ---------------------- | ----------------- | ---------------- |
| 2020                                  | Tokio (Japón)          | Medalla de oro    | Relevo mixto     |
| 2020                                  | Tokio (Japón)          | Medalla de plata  | Individual       |
| 2024                                  | París (Francia)        | Medalla de bronce | Relevo mixto     |
| Campeonato Mundial                    |                        |                   |                  |
| Año                                   | Lugar                  | Medalla           | Prueba           |
| 2018                                  | Gold Coast (Australia) | Medalla de bronce | Individual       |
| 2019                                  | Lausana (Suiza)        | Medalla de bronce | Individual       |
| 2020                                  | Hamburgo (Alemania)    | Medalla de oro    | Individual       |
| 2022                                  | Abu Dabi ( EAU)        | Medalla de plata  | Individual       |
| Campeonato Mundial por Relevos Mixtos |                        |                   |                  |
| Año                                   | Lugar                  | Medalla           | Prueba           |
| 2020                                  | Hamburgo (Alemania)    | Medalla de bronce | Relevo mixto     |
| 2022                                  | Montreal (Canadá)      | Medalla de plata  | Relevo mixto     |

| Campeonato Mundial | Campeonato Mundial | Campeonato Mundial | Campeonato Mundial |
| Año                | Lugar              | Medalla            | Prueba             |
| ------------------ | ------------------ | ------------------ | ------------------ |
| 2022               | Montreal (Canadá)  | Medalla de oro     | Individual         |